# NGC 5795
NGC 5795 é uma galáxia espiral (Sc) localizada na direcção da constelação de Boötes. Possui uma declinação de +49° 23' 55" e uma ascensão recta de 14 horas, 56 minutos e 19,0 segundos.
A galáxia NGC 5795 foi descoberta em 24 de Junho de 1887 por Lewis A. Swift.